# Авдеева, Екатерина Алексеевна
Екатери́на Алексе́евна Авде́ева (урождённая Полева́я; 5 [16] августа 1788, Курск, Российская империя — 21 июля [2 августа] 1865, Дерпт, Лифляндская губерния) — русская писательница, прозаик-очеркист, издатель русских народных сказок, фольклорист, автор книг по домоводству. Первая собирательница сибирского фольклора.

## Биография
Из купеческой семьи. Старшая сестра Н. А. и К. А. Полевых. Отец — Алексей Евсеевич Полевой, видный деятель Русско-американской компании, основавший первую фаянсовую фабрику в Восточной Сибири.
С раннего детства жила в Иркутске. Систематического образования не получила. В пятнадцать лет вышла замуж за иркутского купца Петра Петровича Авдеева (1783—1815), с которым в 1804 году переехала в Кяхту, где молодожёны прожили всего около года. Почти вся молодость Авдеевой прошла в странствованиях по разным местностям Сибири.
В 1815 году овдовела. Переехала в Курск (1820), затем в Москву, позднее — в Одессу. Некоторое время жила в Дерпте, где профессором в университете был её зять — Михаил Петрович Розберг (1804—1874), с 1841 года — в Санкт-Петербурге, с 1863 года — под Новгородом, где пыталась на арендованной земле вести образцовую ферму. С 1861 года до смерти получала пенсию от Литературного фонда.
Умерла 21 июля (2 августа) 1865 года. Похоронена на кладбище Раади в городе Тарту.

## Литературная деятельность
Писать и публиковаться начала поздно. Её первый труд «Записки и замечания о Сибири. С приложением старинных русских песен» (М., 1837) вышел с предисловием К. А. Полевого, был переведён на чешский, немецкий, английский языки и назван А. Н. Пыпиным одной из первых «собственно этнографических» книг в России. Её «Записки о старом и новом русском быте» (СПб., 1842, с предисловием Н. А. Полевого), составленные из очерков, опубликованных в «Отечественных записках» и различного рода сборниках, также носят этнографический характер.
Авдеева — автор популярных книг «Ручная книга русской опытной хозяйки» (СПб., 1842; многократно переиздавалась вплоть до 1877), «Карманная поваренная книга» (СПб., 1842; 9-е издание — 1871), «Полная хозяйственная книга… с прибавлением домашнего лечебника и домашнего секретаря» (СПб., 1851). Коммерческий успех этих и подобных изданий вызвал выпуск под её именем аналогичных поддельных книг. Выпустила также «Русский песенник, или Собрание лучших и любимейших песен, романсов и водевильных куплетов известных писателей» (СПб., 1848) и «Поваренную книгу русской опытной хозяйки…» (5-е издание, вышедшее в 1912 году, было дополнено Н. Н. Масловым).
В журнале «Отечественные записки» опубликованы беллетристические сочинения Авдеевой «Русские предания. Солдатка» (1847), «Страшная гроза» (1848).
Авдеева издала «Русские сказки для детей, рассказанные нянюшкою Авдотьею Степановною Черепьевою» (СПб., 1844; 8-е издание — 1881). Записанные и включённые ей в это издание семь русских народных сказок («Волк и коза», «Волк и лиса», «Колобок», «Кот, лиса и петух» и другие) прочно вошли в репертуар начального детского чтения. Записанные Авдеевой сказки были включены в «Народные русские сказки» А. Н. Афанасьева, а В. Я. Проппом названы «первой подлинной записью из уст народа».

## Труды
- Авдеева-Полевая Е. Записки и замечания о Сибири // Записки иркутских жителей / сост., примеч., послесл. М. Д. Сергеева. — Иркутск: Вост.-Сиб. кн. изд-во, 1990. — С. 3—124. — (Литературные памятники Сибири). — 50 000 экз. — ISBN 5-7424-0216-3..